# (63032) Billschmitt
(63032) Billschmitt est un astéroïde de la ceinture principale.

## Description
(63032) Billschmitt est un astéroïde de la ceinture principale. Il fut découvert le 28 novembre 2000 à Fountain Hills (Arizona) par Charles W. Juels. Il présente une orbite caractérisée par un demi-grand axe de 3,09 UA, une excentricité de 0,23 et une inclinaison de 16,5° par rapport à l'écliptique.

## Compléments